# La Voz de los Tres Ríos
La Voz de los Tres Ríos (XEETCH-AM) es una estación de radio comunitaria indígena que transmite en español, mayo, yaqui y guarijio desde Etchojoa en el estado mexicano de Sonora. Está dirigido por el Sistema de Radiodifusoras Culturales Indígenas (SRCI) de la Comisión Nacional para el Desarrollo de los Pueblos Indígenas (CDI)

## Historia
Fue fundada el 22 de febrero de 1996, Originalmente transmitía en 1130 kHz, XEETCH "La Voz de los Tres Ríos", inicia sus pruebas de transmisión a finales del 1995, pero fue hasta febrero de 1996, cuando inicia su programación con solo cinco horas de transmisión, de lunes a domingo, en el cuadrante 700 AM con una potencia de 5,000 watts, comunicando a los grupos indígenas mayo (de Sonora y Sinaloa) yaqui y guarijío y tiempo después el horario de transmisión se amplía a 12 horas de 6:00 a 18:00 hrs de lunes a domingo. Con el paso del tiempo se logra una gran demanda y respuesta por los pueblos y comunidades que alcanzan a sintonizar la emisora, incluso de aquellas comunidades que en un principio no estaba contemplado atenderlos, pero que fueron alcanzados por la bondad de las ondas hertzianas de llegar hasta los lugares más recónditos, estas ondas encontraron localidades del pueblo raramuri de la Sierra Baja Tarahumara, migrantes del sur del país, asentados en la costa de Hermosillo y Sonora, (trabajadores de los campos agrícolas, principalmente).